# 古澤侑峯
古澤 侑峯（ふるさわ ゆうほう）は日本の古典芸能と創作舞踊の舞踊家。地歌舞古澤流宗家二代目家元。源氏物語五十四帖を舞の作品に作りあげた「源氏舞（54帖）」を制作。横浜と宝塚を拠点に日本各地や海外で活動。地歌舞をもとに作られた健康体操「舞体操」の考案者。振付・演出・企画制作作品多数。

## 略歴
「地歌舞古澤流」二代目家元。
三歳から姫路城に伝わった「御殿舞松本流」を宗家松本尚山（1960年から病床につく。1970年死去)の指示のもと、3歳より9代目家元松本尚女に師事。名取を松本尚萌、師範を松本尚朋の名前で許される。昭和57年初代家元古澤侑による「地歌舞古澤流」創流に伴い古澤侑峯を名乗る。日本の古典芸能「地歌舞」の継承発展の為に関西と関東に拠点を置き稽古場を開設。門下の育成に尽力している。又、古典以外には「兵庫県立近代美術館」第一回美術劇場「舞パフォーマンス・AMA」（1984年8/15朝日新聞掲載）を皮切りに、薩摩琵琶や中国琵琶、小鼓や大鼓、笛、現代音楽、ｼﾞｬｽﾞやﾊﾞｯﾊなどの古楽や、時には雨の音や無音で舞うなどの舞を舞台にかけ、2001年から2008年に源氏舞54帖を舞にする「源氏舞」を完成させた(読売新聞2008年1/10掲載)。
最近では2018年3月4日兵庫県主催「鏡花と夢二そして古典の世界」では振付・出演・指導を担当。会場700席はほぼ満席となり好評を博した。2020年1月24日甲南女子大学(葦原ホール1700席)「いのり二部」は二胡の演奏で「カザルスの鳥の歌」と源氏舞「浮舟」を舞い好評を得た。
1980ｸﾞﾘｰﾝﾘﾎﾞﾝ賞、1983大阪芸術祭賞、同年京都芸術賞受賞。
＜主な公演及び奉納舞＞
- 1984兵庫県立近代美術館第一回美術劇場｢舞ﾊﾟﾌｫｰﾏﾝｽ・AMA｣古典を元に創作、｢ぴあ｣今年一番良かった公演に選ばれる。
- 1985初代家元古澤侑が奈良飛鳥寺に古澤流扇塚を建立。これより毎年扇供養を開催し2008年より毎年舞を奉納。
- 1987 山陽放送開局35周年記念。創作舞「舞performance　KIYOHIME」を山陽放送ホールで公演、放映。
- 1990大阪「花博」出演。現代音楽で、「舞performance」として4曲を5日間舞う。
- 1993「蜘蛛の糸」藤城清治氏の影絵と共演。
- 1994～1998大倉正之助プロデュースシリーズ「雪月花｣｢命の集い｣｢文化胎動in豊田」等日本各地にて舞う。
- 1998「日本デザイン会議秋田」中沢新一氏ブースで地歌舞「萬歳」を舞う。
- 2000神戸ジーベックホール「国際現代音楽ﾌｪｽﾃｨﾊﾞﾙ」。振津郁恵氏作曲の現代音楽で舞う。
- 2000尾道美術館「龍の国展」出口王仁三郎の絵を背景に龍の舞「古道成寺」と「珠取海士」をテーマに雅楽で舞う。
- 1999～2009伊勢神宮(宇治橋記念事業や外宮せんぐう会館杮落し奉納舞と、参集殿能舞台にて8回舞を奉納）。
- 2004～2019「日野市月を愛でる会｣毎年地歌舞を3曲舞う。
- 2003と2004と2019パリ。ベルタンポワレ「ギャラリーテンリ」
- 2005～保土ヶ谷JAZZﾌｪｽﾃｨﾊﾞﾙ。数回出演。即興の舞。
- 2005年　美内すずゑ主催「心にともす光の曼陀羅」京都青蓮院野外特設会場に出演。
- 2006　NHKホール「豊後の掾｣。劇中劇の道行を藤原寿豊氏と相舞。振り付けと出演。
- 2006～2013宅原寺人形供養。毎年奉納。
- 2007世田谷文学館展覧会で、美内すずゑ展にてガラスの仮面より「紅天女の舞」を石笛で舞う。
- 同年「近松ナウ『心中天の網島』」劇を交えた舞公演。大阪ピッコロシアター
- 2001～2008「源氏舞54帖｣を制作。銕仙会能楽堂や各地の寺社仏閣や、ﾍﾞﾙｻｲﾕ宮殿ﾎﾟｰﾗﾝﾄﾞ世界遺産ﾏﾙﾎﾞﾙｸ城他。
- 2008より各年､広島不動院や別院などの名所にて地歌舞。
- 2009から「雪八景シリーズ」を「旧甲子園ホテル(武庫川女子学院内)」「水月ホテル森鴎外舞姫の間」など各地で展開。
- 2007～2009「大阪で舞と地歌を楽しむ会1～4」
- 2010金沢大乗寺泉鏡花作「夫人堂」を創作、笛の演奏で舞う。
- 同年太宰治『斜陽館』での「雪百景」にて太宰作品を舞う。
- 2011盛岡「猊鼻渓」にて夜の野外公演。船上の舞と、松明の明かりで河岸にて舞う。
- 2013東日本震災追悼コンサート護国寺。天地神と共演。
- 同年追手門大学主催河内厚郎氏企画「細川ガラシャの舞『一元の夢』」の地歌、地歌舞創作のプロデュースと振付。
- 2014東日本震災追悼奉納舞。
- 2016名古屋能楽堂｢ｷｯｽﾞﾌｧｯｼｮﾝｼｮｰ｣にて源氏舞。
- 2017「大阪･練」で江戸時代以来公演されていなかった、茶道と共に舞う『雪点前』。
- 同年　美内すずゑ主催大阪湊町リバープレイス（道頓堀川沿いウッドデッキ）「第3回道頓堀川合同慰霊祭」出演。
- 同年　大阪北新地にて「北新地ルネッサンス『平成ＧＥＮＲＯＱ北新地』「浄瑠璃で舞う近松」と「地歌舞雪」。
- 2018西宮芸術文化センター兵庫県主催「鏡花、夢二そして古典の世界」出演・制作・振付
- 同年　北神戸「宅原寺」落慶法要にて奉納舞。
- 同年「平成GENROQ横浜」浄瑠璃で舞う「新ノ口村奥」（豊竹呂太夫）と地歌舞「雪」他。
- 同年「真菰サミット」笛で舞う「まこも舞」奉納。
- 同年　東京「多門院」にて、松井須磨子忌奉納舞
- 同年　京都河村能楽堂一人芝居と舞の＜「光と影」…創作舞『島成園』と『蓮月尼』、地歌舞「山姥」他＞
- 2019各地で奉納舞＜自敬寺（大阪）で源氏舞＞＜出雲大神宮（大津）で地歌舞奉納＞＜信松院（東京・松姫菩提寺）で地歌舞と源氏舞＞＜布忍神社（大阪）で創作舞『島成園』＞

＊他に清水寺、大覚寺、元伊勢籠神社、飛鳥寺（毎年）、熊野神社、滋賀融神社、尾道浄土寺、京都光雲寺、円通院、穂高神社など奉納舞多数。
＜主な海外公演＞
1982 中国上海広州（兵庫県派遣）。　
1986 文化交流使節ｲﾀﾘｱ・ﾌｨﾚﾝﾂｪ公演。　同年ｱﾗﾌﾞ連邦ｶﾀｰﾙ「ｼﾞｬﾊﾟﾝﾌｪｽﾃｨﾊﾞﾙ」出演。
1985年 ﾊﾜｲ大学から招聘。
同年 ｲﾝﾄﾞﾈｼｱ・ｼﾞｬｶﾙﾀ招聘。
1993 ｽｳｪｰﾃﾞﾝ・ｼﾝｽｶｯﾃﾍﾞﾙｸﾞ電子音楽祭とﾄﾞｲﾂ・ﾌﾞﾚｰﾒﾝ音楽祭に招聘（外務省から派遣）。　
1997 韓国公演。　
1998 USAｶｰﾈｷﾞｰﾎｰﾙ出演。
2001 ｻﾝﾌﾗﾝｼｽｺ桜祭り出演。
2003 ﾄﾞｲﾂのﾛｽﾄｯｸの花博出演「かぐや姫」ﾃﾚﾋﾞ放映。　
2004 ﾊﾟﾘ「ﾍﾞﾙﾀﾝﾎﾟｱﾚ･ﾃﾝﾘ」出演。
2005 Polandﾏﾙﾎﾞﾙｸ城､ﾜﾙｼｬﾜ台劇場他各地10か所で公演、ﾃﾚﾋﾞ放映。　
2007 上海アートフェスティバル出演。　
2008 Scotland・ｸﾞﾗｽｺﾞｰ「KIMONO　ﾏｯｷﾝﾄｯｼｭ」招聘公演。　
2010 上海ｱｰﾄフェスティバル出演。
2011 ｻﾝﾌﾗﾝｼｽｺ「Legion of horner」美術館公演。　
2012 桜祭りUSA招聘公演ﾜｼﾝﾄﾝ、ｹﾈﾃﾞｨｰｾﾝﾀｰ二回他、ﾆｭｰﾖｰｸ、ﾎﾞﾙﾃｨﾓｱ、ﾌｨﾗﾃﾞﾙﾌｨｱ、ﾎﾞｽﾄﾝ、ｻﾝﾌﾗﾝｼｽｺ6都市。　
同年 ﾊﾟﾘ「ﾍﾞﾙﾀﾝﾎﾟｱﾚ･ﾃﾝﾘ」出演。
同年 Hawaii聖地数か所奉納舞。
2014台湾「まこも舞」招聘公演。
同年 ｽﾍﾟｲﾝ、ﾊﾞﾙｾﾛﾅ,ﾏﾄﾞﾘｯﾄﾞｽﾍﾟｲﾝ王立ｱｶﾃﾞﾐｰ他出演。　　
2015 ﾄﾞｲﾂﾍﾞﾙﾘﾝ「Heilig-Kureuz-Kirche」多次元フェスティバルに出演。  
2016 ﾄﾞｲﾂ、ﾌﾞﾚｰﾒﾝとﾊﾉｰﾊﾞｰ、ウッドベースとフルートによる現代音楽で創作舞「FUKUSHIMA」公演。
2019「日仏共同事業ジャポニスム２０１８響き合う魂」参加企画「フランスで開演する舞と音楽」公演。

出典、「現代の肖像 百人の舞踊家」（四季出版）、伊勢神宮「瑞垣(第184号）」,「MIDOsan」(2003-9),「大阪力」(part3･4)、「心の学校10号」（ながの南無の会)、「感性のひらめき」（感性を考える会）、「上方芸能」（上方芸能出版社）読売新聞(1983-5/7他),朝日グラフ(1984-4/9）。朝日新聞(1984-6/14、2007-01/9他)、毎日グラフ（1986-7/13）、毎日新聞、大阪新聞、大阪日日新聞　他

## 主な公演

### 国内
- 伊勢神宮（内宮での奉納舞八回と神社主催宇治橋記念事業、外宮記念事業にて舞を奉納）
- 元伊勢籠神社（京都府宮津）
- 熊野本宮大社（和歌山）
- 布忍神社（大阪）
- 出雲大神宮（滋賀大津）
- 旭川神社（北海道）
- 穂高神社（長野）
- 深志神社（長野）
- 融神社（滋賀）
- 飛鳥寺（奈良）毎年
- 天龍寺（京都）
- 清水寺（京都）
- 大覚寺（京都）
- 光雲寺（京都）
- 浄土寺（尾道）
- 建長寺（鎌倉）
- 実相院（京都）
- 長谷寺（長野）
- 信松院（東京）
- 密蔵院（東京）
- 自敬寺（大阪）
- 円通院（福井）その他

### 海外
- ブレーメン音楽祭（ドイツ）
- シンスカッテベルグ電子音楽祭（スウェーデン）
- ベッキオ宮殿（イタリア・フィレンツェ）
- マルボルク城（ポーランド）
- トリアノンパレス（フランス・ベルサイユ）
- カーネギーホール（アメリカ・ニューヨーク）
- ケネディーセンター（アメリカ・ワシントン）
- アジアンアートミュージアム（アメリカ・サンフランシスコ）
- 上海（中国）
- 広州（中国）

他。

## 参考
- 『現代の肖像百人の舞踊家』 （四季出版）(1985年)
- 『舞台評論vol.1』（東北芸術工科大学発行）
- 『邦楽の友』(2007年 - 2009年）
- 「上方芸能」（上方芸能出版社）
- 「感性のひらめき」（感性を考える会）
- 「心の学校10号」（ながの南無の会)
- 「MIDOsan」(2003-9)
- 「大阪力」(part3･4)
- 伊勢神宮「瑞垣(第184号）」
- 読売新聞朝日グラフ(1984-4/9）
- 毎日グラフ（1986-7/13）
- 読売新聞記事／2013年1月20日付、2008年1月10日付、1983年5月7日付他。
- 朝日新聞記事／2007年1月9日付、1984年6月14日付他。
- 共同通信記事／2012年4月9日付他。
- 毎日新聞、大阪新聞、大阪日日新聞　他